# 1976年夏季残疾人奥林匹克运动会阿根廷代表团
1976年夏季残疾人奥林匹克运动会阿根廷代表团是阿根廷派出的1976年夏季残疾人奥林匹克运动会代表团。获得3枚金牌、4枚银牌和7枚铜牌。